# Sant'Angelo Romano
Sant'Angelo Romano és un comune (municipi) de la ciutat metropolitana de Roma, a la regió italiana del Laci. L'1 de gener de 2018 tenia 4.987 habitants.
Limita amb els següents municipis: Fonte Nuova, Guidonia Montecelio, Mentana i Palombara Sabina.